# 안성중학교 축구부
안성중학교 축구부는 경기도 안성시에 위치한 안성중학교의 축구부이다. 안성중학교가 운영하는 축구부로 2006년에 창단하였다.

## 같이 보기
- 안성중학교